# Marion Canalès
Marion Canalès est une femme politique française.

## Biographie
Élue à Chamalières puis adjointe au maire de Clermont-Ferrand, elle est élue sénatrice du Puy-de-Dôme lors des élections sénatoriales de 2023. Tête de liste d'une alliance PS, PCF et EÉLV, elle arrive en première place avec 33,80 % des voix.